# 120372 Bridgetburns
120372 Bridgetburns è un asteroide della fascia principale interna. Scoperto nel 2005, presenta un'orbita caratterizzata da un semiasse maggiore pari a 2,388455 UA e da un'eccentricità di 0,103076, inclinata di 6,472238° rispetto all'eclittica.
Fa parte della famiglia di asteroidi Vesta.
Bridget Anne Burns è stata una bibliotecaria statunitense presso il NASA Goddard Space Flight Center. Ha ricoperto incarichi presso la Johns Hopkins University, il Dipartimento di Stato americano e il National Institutes of Health.